# Comitatul Annapolis, Nova Scotia
Comitatul Annapolis, conform originalului din engleză Annapolis County, este unul din cele 18 comitate din provincia Nova Scotia din Canada.
Sediul comitatului este localitatea (engleză town) Annapolis Royal.